# Каранівська сільська рада
Кара́нівська сільська рада (рос. Карановский сельский совет) — муніципальне утворення у складі Міякинського району Башкортостану, Росія. Адміністративний центр — село Каран-Кункас.

## Населення
Населення — 762 особи (2019, 975 в 2010, 1241 в 2002).

## Склад
До складу поселення входять такі населені пункти:
| Населений пункт          | Населення, осіб (2002) | Населення, осіб (2010) |
| ------------------------ | ---------------------- | ---------------------- |
| Каран-Кункас, село       | 512                    | 407                    |
| Зайпекуль, присілок      | 68                     | 46                     |
| Комсомольський, присілок | 217                    | 177                    |
| Куль-Кункас, село        | 243                    | 209                    |
| Софієвка, присілок       | 201                    | 136                    |